# سیستم آواز پرندگان
یک سیستم آواز (به انگلیسی: Song system)، که همچنین به عنوان یک سیستم کنترل آهنگ (به انگلیسی: Song control system (SCS)) شناخته می‌شود، مجموعه‌ای از هسته‌های مغزی جداگانه است که در تولید و یادگیری آواز در پرندگان آوازخوان نقش دارند. نخستین بار توسط فرناندو نوتبوهم در سال ۱۹۷۶ در مقاله‌ای با عنوان "کنترل مرکزی آواز در قناری، Serinus canarius " که در مجله Comparative Neurology منتشر شد، آشکار شد.